# II. Péter győri püspök
Péter, Pechsa, Pethle, Pethse (1170 vagy 1175 – valószínűleg Szentföld, 1217. december közepe) magyar katolikus főpap.

## Élete
Welek herceg fia. Egerben nevelkedett Péter püspök házában András királyfival együtt. 1190 és 1194 között francia egyetemen tanult. Hazatérve kancelláriai jegyző, székesfehérvári prépost, 1202 és 1204 között királyi kancellár. 1204 novembere és 1205 májusa között választott, 1205 és 1217 között tényleges győri megyés püspök. Többször járt Rómában. III. László holttestét 1205-ben Székesfehérvárra vitette és eltemette. Gertrúd magyar királyné megölése (1213) után közvetítette II. András és Jolán, Courtenay Péter bizánci latin császár leánya házasságát. A királytól Szovát birtokot kapta, akit elkísért a keresztes háborúba, s valószínűleg elesett a libanoni-antilibanoni harcokban.